# Сад (село)
Сад — село в Україні, у Садівській сільській громаді Сумського району Сумської області. Населення становить 2348 осіб. До 2020 орган місцевого самоврядування — Садівська сільська рада.

## Географія
Селище Сад розташоване на лівому березі річки Сухоносівка, вище за течією на відстані 0,5 км розташоване село Журавлине, нижче за течією на відстані 2,5 км розташоване село Косівщина. На річці велика загата. За 2 км проходить кордон міста Суми. Поруч проходить автошлях національного значення Н07.

## Населення
Відповідно до перепису населення СРСР, станом на 17 грудня 1926 року, чисельність населення ради становила 85 осіб, з них, за статтю: чоловіків — 44, жінок — 41, переважна національність — українська. Кількість господарств — 38, з них несільського типу — 38.

### Мова
Розподіл населення за рідною мовою за даними перепису 2001 року:
| Мова            | Кількість | Відсоток |
| --------------- | --------- | -------- |
| українська      | 2130      | 90.72%   |
| російська       | 206       | 8.77%    |
| білоруська      | 8         | 0.34%    |
| інші/не вказали | 4         | 0.17%    |
| Усього          | 2348      | 100%     |

## Історія
У 1905 році при Сумській сільськогосподарській школі була заснована сільськогосподарська дослідна станція.
У 1910 році станцію відокремили від училища і перенесли на нове місце. Так виникло село Дослідне.
1977 року село Дослідне перейменовано в селище Сад.
В середині 1980-х років до селища приєднано хутори Бульбівщина та Гайок.
У селищі Сад виявлений безкурганних могильник черняхівської культури.
У 2009 році селище Сад визнано найкращим населеним пунктом Сумської області.
12 червня 2020 року, відповідно до Розпорядження Кабінету Міністрів України № 723-р «Про визначення адміністративних центрів та затвердження територій територіальних громад Сумської області» увійшло до складу Садівської сільської громади.
19 липня 2020 року, в результаті адміністративно-територіальної реформи та ліквідації Сумського району(1923—2020), село увійшло до складу новоутвореного Сумського району.

#### Російське вторгнення в Україну (з 2022)
17 серпня 2024 року оперативне командування «Північ» повідомило про обстріли Сумської області. Серед постраждалих населених пунктів село Сад – 2 вибухи, ймовірно авіаційний удар.

## Цікаві факти
- Селищну рада Надія Масалітіна очолює ось вже 22 роки[6].

## Пов'язані з селом відомі постаті
- Лазоренко Сергій Анатолійович (*1972) — тренер з вільної боротьби та панкратіону, заслужений тренер України, заслужений працівник фізичної культури і спорту України[7].
- Небір Володимир (3 червня 1992, с. Братишів) — медик-революціонер, герой Майдану та Війни на сході України, кавалер ордену «За мужність».[8]
- Бурмака Олег Григорович (1996) - український військовий, фахівець з радіоелектронної розвідки. Відомий своїми героїчними вчинками в зоні ООС.